# آقا امینوف
آقا امینوف (ترکی آذربایجانی: Ağa Əminov) یک دولت‌مرد آذربایجانی بود، که مسئولیت وزارت صنایع و تجارت در چهارمین هیئت دولت جمهوری دمکراتیک آذربایجان را به عهده داشت. در عین حال، او نماینده مجلس جمهوری خلق آذربایجان این جمهوری بود.

## زندگی‌نامه
آقا امینوف در سال ۱۸۸۸، در شهر باکو در امپراتوری روسیه زاده شد. در سال ۱۹۰۷، دوره ابتدایی را در یکی از مدارس باکو با دریافت لوح تقدیر پشت سر گذاشت. سپس برای ادامه تحصیلش راهسپار سن پترزبورگ و در سال ۱۹۱۶، از رشته مهندسی برق و الکترونیک دانشگاه پلی‌تکنیک پتر کبیر سن پترزبورگ دانش‌آموخته شد. در دوران دانشجو اش، به عنوان متصدی در نیروگاهی در پیتیگورسک فعالیت داشت. بعد از باشگشت به آذربایجان، در میدان‌های نفتی واقع در داخل خاک کشور در «صابونچی» و سوراخانی مشغول به کار شد. امینوف همراه با «فرخ وزیروف» و بهبودخان جوانشیر یکی از اولین مهندسان آذربایجانی بود، که در زمینه تولید نفت در زمین‌های کوهستانی تخصص داشتند. او در سال ۱۹۱۲، برای گذراندن دوره آموزشی صنعت نفت راه لندن را در پیش گرفت.

## کارنامه سیاسی

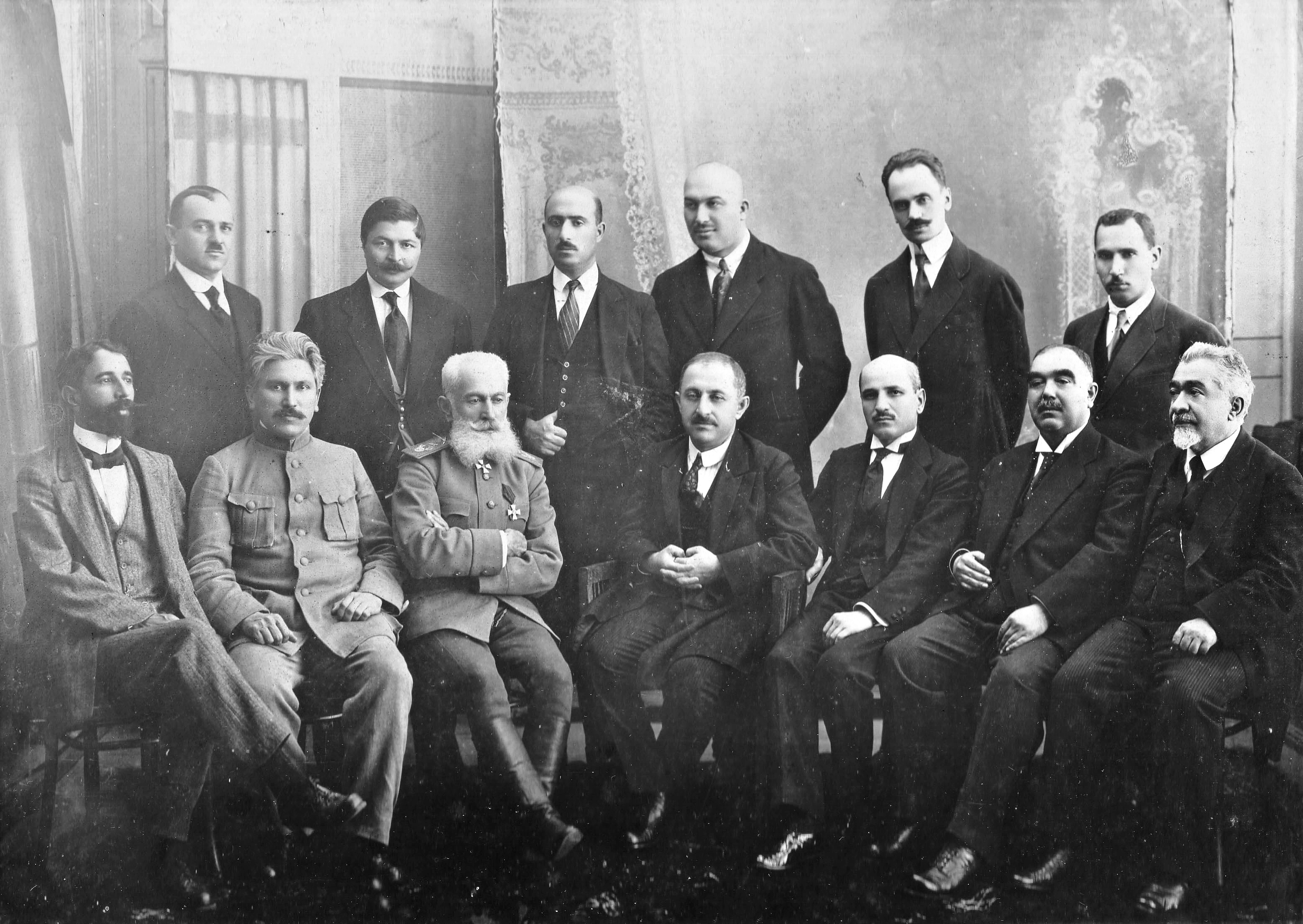
کابینه وزیران دولت چهارم جمهوری آذربایجان

در سال ۱۹۱۲ بود، که آقا امینوف به صف اعضای حزب مساوات پیوست و در سال ۱۹۱۷ در کنگره مسلمانان قفقاز در باکو شرکت کرد. در روزهای ۳۶ تا ۲۱ اکتبر همان سال نیز در اولین نشست حزب مساوات حاضر شد. پیرو تأسیس جمهوری دمکراتیک آذربایجان در ۲۸ مه ۱۹۱۸، او به نمایندگی در مجلس انتخاب شد. در کابینه چهارم دولت که از سوی نصیب بیگ یوسف بیگلی در ۱۴ مارس سال ۱۹۱۹ تشکیل شد، به زمامداری وزارت صنایع و تجارت رسید. در دوران وزارت خود بر این وزارتخانه «انجمن اسلامی کارگران شریف» را در ماه مه ۱۹۱۹ دایر و نقش مهمی در راه اندازی دانشگاه دولتی آذربایجان ایفا کرد. در ۲۲ دسامبر ۱۹۱۹، متعاقب تشکیل پنجمین هیئت دولت، خدادادبیگ مالک اصلانوف جایگزین آقا امینوف در وزارت نابرده شد.
پس از سقوط جمهوری دمکراتیک به دست بلشویک‌ها و استقرار نظام شوروی بر آذربایجان، آقا امینوف در شرکت نفتی «آذرنفت» مشغول به کار شد که، در سال ۱۹۲۲، در پی تحمل بیماری‌ای درگذشت. از او همواره به عنوان سیاستمدار متمایزی یاد می‌شود، که در تأسیس نخستین دولت لائیک و دمکراتیک در جهان اسلام نقش بسزایی از خود نشان داده‌است.